# Kaveh Solhekol
Kaveh Solhekol là một nhà báo thể thao và người dẫn chương trình truyền hình người Anh của Sky Sports.

## Sự nghiệp
Là một người gốc Luân Đôn, Anh, Solhekol là một nhà báo mảng thể thao của Sky Sports, trước đây từng có thời gian làm việc cho The Times.